# Christiane Louise zu Hohenlohe-Kirchberg
Christiane Louise zu Hohenlohe-Kirchberg, geborene  Christiane Louise von Solms-Laubach, auch Madame la Comtesse Chrétienne de Solms Laubach (* 7. August 1754 auf Schloss Laubach; † 2. März 1815 in Würzburg), war eine deutsche Porträtmalerin und Kunstsammlerin.

## Leben

### Herkunft und Familie
Christiane Louise zu Hohenlohe-Kirchberg entstammte dem Adelsgeschlecht Solms-Laubach und war die
Tochter des Christian August Solms-Wildenbach-Laubach (1714–1784) und dessen dritter Ehefrau Dorothea Wilhelmine von Bötticher, Gräfin von Löwensee (1725–1754).
Am 19. Dezember 1787 heiratete sie den Offizier und Maler Friedrich Karl zu Hohenlohe-Kirchberg (1751–1791), der nach nur vierjähriger Ehe starb. Aus der Ehe gingen die Kinder hervor:
- Heinrich (1788–1859, Generalleutnant und Adjutant des Königs von Württemberg, Diplomat und generalbevollmächtigter Gesandter am Russischen Hof, ⚭ I. 1833 Ekaterina Ivanovna Golubzova (aus russischem Adel; 1833 württembergische Gräfin Golubtzoff) (1801–1840), ⚭ II. Anna Therese Landzert (1856 württembergische Gräfin von Lobenhausen) (1823–1871))
- Sophie Amalie Carolina Franziska (1790– 1868, ⚭ Georg Emanuel Graf von Rohde (1780–1846)).[2]
- Aus der ersten Ehe ihres Ehemanns stammte ihr Stiefsohn, Fürst Karl Friedrich Ludwig zu Hohenlohe-Kirchberg.

### Wirken
Sie erhielt ihre künstlerische Ausbildung bei Johann Valentin Tischbein (1715–1768) und wurde
im Alter von 18 Jahren  1782 Ehrenmitglied der Kasseler Kunstakademie. Bereits am 5. März 1781 war sie bei einer Ausstellung der Akademie mit ihrem Aufnahmestück vertreten. Es handelte sich um das in Kreide gezeichnete Selbstporträt „meisterhaftes Portrait, in roth und schwarz“ und wurde als besondere Zierde der Ausstellung gelobt.
Sie bezeichnete Johann Georg Wille (1715–1808) als ihren Lehrer und pflegte engen Kontakt zu dem Philosophen Andreas Böhm (1720–1790). 1786 malte sie dessen Porträt,  das ihr Mentor Daniel Chodowiecki (1726–1801) in Kupfer stach.
Christiane Louise arbeitete mit Ölfarbe, experimentierte mit dem Silberstift (1786) und versuchte sich 1787 mit der Camera Obscura.
Sie lebte abseits der Kunstzentren und hielt fast ausschließlich brieflichen Kontakt zu zeitgenössischen Künstlern und  sammelte Kunstwerke, so von Johann Heinrich Tischbein (1722–1789), Johann Anton Tischbein (1720–1784) und Johann Ludwig Aberli (1723–1786).
Zahlreiche Werke (Pastelle, Bleistift- und Rötelzeichnungen, Skizzen), die sich bis heute im Nachlass der Familie befinden, stammen von ihr.

### Werke (Auswahl)
- Bildnis Andreas Böhm
- Selbstbildnis